# Suvarnabhumi
Suvarna Bhumi (en sánscrito) o Suvanna bhumi (en palí) es un término acuñado por los antiguos hindúes que se refiere ampliamente a la baja Birmania, la baja Tailandia, la península malaya y Sumatra, pero generalmente aceptado para hacer referencia más específicamente a la baja Birmania.
Otro término que utilizaban los antiguos hindúes es Suvarna Duipa que significa ‘isla dorada’. Suvarna Bhumi se podría haber utilizado inicialmente como una vaga designación general de una región extensa en el sudeste asiático, pero, a lo largo del tiempo, diferentes partes de esta llegaron a ser designadas por los epítetos adicionales de isla, península o ciudad.
En contraste, los hinduistas llamaban a la enorme región ocupada por el subcontinente indio, los Himalayas, el sudeste asiático, las cordilleras del Pamir, y las evidentemente desconocidas regiones del norte como Yambu Duipa (‘isla-continente del árbol yambu’).

## Nomenclatura y etimología
En sánscrito, Suvarna Bhumi significa ‘tierra dorada’, siendo su-varna: ‘muy-color’, color hermoso, brillante, dorado, hecho de oro; y bhumi ‘tierra, suelo, territorio’.
Suvarna Duipa significa ‘isla dorada’ o ‘península hermosa’, siendo dwipá: ‘península, isla’ (ya que dvi significa ‘dos’ y apa o apu: ‘agua’, o sea ‘tierra con agua en ambos costados’).

## Origen
Se hace referencia a Suvarnabhumi en varios manuscritos hindúes, cingaleses, griegos, latinos, árabes y chinos.
Igualmente aparece en el texto Ramayana (hacia el siglo III a. C.) en la forma de Suvarnadwipa (‘isla o península dorada’) o Suvarnabhumi (‘tierra dorada’), que puede ser asignada al sudeste asiático.
El antiguo texto hindú Artha shastra, de Kautilia (en el siglo III a. C.), mencionan que el bráhmana Shanka navegó desde Varanasi (Benarés) hasta Suvarnabhumi.
Otros textos antiguos, como el Katha Kosha cuenta la historia de Naga Datta, quien fue a Suvarnabhumi con quinientas naves para realizar un comercio lucrativo.
El primer geógrafo latino que hizo referencia a la locación en el sudeste asiático es Pomponio Mela, quien se refiere a la isla de oro (Chryse) en su 'De Chorographia' (45 d. C.).
El matemático griego y astrónomo Claudio Ptolomeo, que trabajó en Alejandría en el siglo II d. C. utilizó el nombre Chryse Chersonesos (Isla/Península Dorada) para referirse a un área que se puede identificar como la Península Malaya y Sumatra.
Mientras que el término Suvarnadvipa (‘isla dorada’) es comúnmente identificado con la isla de Sumatra, numerosos escritores árabes han identificado a todo el archipiélago como la locación de Suvarnabhumi.
En un manuscrito nepalí ilustrado, una figura es titulada Suvarnnapure Sri-Vijaya-pure Lokanatha o (la imagen de) Lokanatha (Avalokiteshvara) en Sri Vijaya Pura, en Suvarna Pura, que se refiere al poderoso reino Srivijaya localizado en el sudeste asiático.
En el siglo XVI d. C. quedó registrado que el monje budista Buddha Gupta visitó dos islas llamadas Suvarnadvipa, localizadas en el mar oriental de la India.
En 1478, el rey Dhammazedi del reino Mon de Ramana Desha, erigió diez inscripciones en piedra escritas en las lenguas mon y palí. Las inscripciones decían que su reino es también conocido como Suvannabhumi.
Las inscripciones en piedra son conocidas entre los estudiosos como las inscripciones "Kaliani Sima" o "Kaliani". Están relacionadas con la reforma emprendida por el rey con el fin de purificar el budismo theravāda en su reino. De acuerdo a una fuente tibetana, Dharmapala (en el siglo VII d. C.) y Dipankara Atisa (en el siglo XI d. C.) visitaron Suvarnadvipa.

## Suvannabhumi y el budismo
Suvannabhumi ha sido mencionada en varios textos budistas tales como Milindapanha, Mahaniddesa y Jataka. En la crónica cingalesa Mahavansha (del siglo VI d. C.), se señalaba que después de la conclusión del Tercer concilio budista, dos monjes Sona y Uttara fueron enviados a Suvannabhumi para realizar actividades misionarias.
Es conocido mediante escrituras locales que el budismo theravada definitivamente existió en la baja Birmania cerca del siglo V d. C.
Fuentes chinas que han sido datadas alrededor del año 240 d. C. mencionaron un reino budista con el nombre de Lin-Yang, que los estudiosos han identificado como el antiguo reino de Pyu de Beikthano que está localizado 300 km al norte de Rangún, las mismas fuentes chinas también mencionaron al reino con el nombre de Chin-Lin (‘muralla dorada’) localizado en una bahía grande, que algunos estudiosos han identificado como el reino Mon de Thaton.